# Elisabeth Dorothea von Sachsen-Gotha

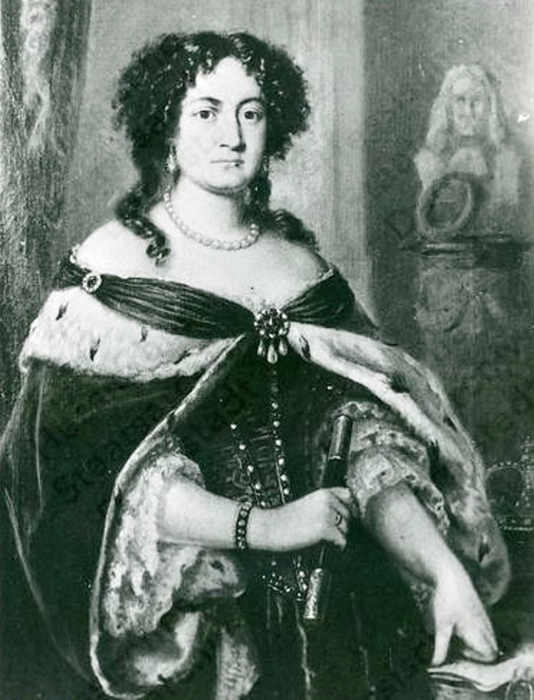
Elisabeth Dorothea von Sachsen-Gotha, Landgräfin von Hessen-Darmstadt

Elisabeth Dorothea von Sachsen-Gotha (* 8. Januar 1640 in Coburg; † 24. August 1709 in Butzbach) war durch Heirat Landgräfin und von 1678 bis 1688 Regentin der Landgrafschaft Hessen-Darmstadt.

## Leben
Elisabeth Dorothea war die älteste Tochter des Herzogs Ernst des Frommen von Sachsen-Gotha (1601–1675) und dessen Ehefrau Elisabeth Sophia (1619–1680), Tochter des Herzogs Johann Philipp von Sachsen-Altenburg.
Am 5. Dezember 1666 heiratete sie auf Schloss Friedenstein in Gotha den Landgrafen Ludwig VI. von Hessen-Darmstadt (1630–1678). Ludwig war ein enger Freund von Elisabeth Dorotheas Bruder Herzog Friedrich I. von Sachsen-Gotha und zum Zeitpunkt der Eheschließung bereits Witwer und Vater von sechs Kindern.
Sowohl Ludwig VI. als auch Elisabeth Dorotheas Stiefsohn Ludwig VII. von Hessen-Darmstadt hatten testamentarisch die Frau beziehungsweise Stiefmutter zur Regentin des Landes bestimmt. Nach dem Tod von Ludwig VII. übernahm sie 1678 die Regentschaft über Hessen-Darmstadt für ihren noch minderjährigen eigenen Sohn Ernst Ludwig. Der Landgräfin war ein Regentschaftsrat beigeordnet worden, zu dessen Präsidenten sie Weiprecht von Gemmingen bestimmte. Die politisch interessierte, weltkluge und tatkräftige Elisabeth Dorothea leitete die Ratssitzungen persönlich. Hessen-Darmstadt erlebte unter ihrer Regierung einen Aufschwung.
Nach dem Tod des Landgrafen Wilhelm Christoph von Hessen-Homburg-Bingenheim 1681 kam es mit der Linie Hessen-Homburg zu Auseinandersetzungen über das Erbe – Elisabeth Dorothea beanspruchte Bingenheim für Hessen-Darmstadt, das eine Darmstädter Prinzessin zuvor in die Linie eingebracht hatte, was ihr schließlich auch gelang.
Unter der Regentin wurde die Darmstädter Vorstadt im Bereich des ehemaligen Birngartens fertiggestellt und der Herrngarten neu gestaltet. Außerdem förderte sie das Musik- und Theaterleben in Darmstadt. Das Homburger Waisenhaus wurde ebenfalls errichtet. Nach dem Ende ihrer Regentschaft zog sie sich auf ihren Witwensitz Butzbach zurück, von wo aus sie positiv auf ihren Sohn einzuwirken versuchte.
Elisabeth Dorothea führte Tagebuch, das 52 Jahrgänge umfasst und ab 1667 lückenlos erhalten blieb. Es ist damit eines der umfangreichsten Tagebuchprojekte einer dynastischen Persönlichkeit, die Politik und Hofleben beschreibt.

## Nachkommen
Aus ihrer Ehe hatte Elisabeth Dorothea folgende Kinder:
- Ernst Ludwig (1667–1739), Landgraf von Hessen-Darmstadt

⚭ 1. 1687 Prinzessin Dorothea Charlotte von Brandenburg-Ansbach (1661–1705)
⚭ 2. (morg.) 1727 Luise Sophie von Spiegel, Gräfin von Epstein (1690–1751)
- Georg (1669–1705), kaiserl. Feldmarschall, Vizekönig von Katalonien
- Sophie Luise (1670–1758)

⚭ 1688 Fürst Albrecht Ernst II. von Oettingen-Oettingen (1669–1731)
- Philipp (1671–1736), kaiserl. Feldmarschall und Gouverneur von Mantua

⚭ 1693 Prinzessin Marie Therese von Croy (1673–1714)
- Johann (1672–1673)
- Heinrich (1674–1741), kaiserl. Offizier
- Elisabeth Dorothea (1676–1721)

⚭ 1700 Landgraf Friedrich III. Jakob von Hessen-Homburg (1673–1746)
- Friedrich (1677–1708), Domherr zu Köln und Breslau, russischer Feldmarschall

⚭ 1704 Petronella von Stockmans (1677–1751)